# Phare de Wind Point
Le phare de Wind Point est un phare de signalisation maritime situé dans le village de Wind Point, à la pointe nord de la ville de Racine dans l'État américain du Wisconsin.  

## Historique
Conçu par Orlando Metcalfe Poe et construit en 1880, il s'agit de l'un des plus vieux et haut phare actif des Grands Lacs et est répertorié par le Registre national des lieux historiques (référence numéro 84003780).
Durant l'été 2007, le phare a subi une restauration de 210 000 dollars américain durant laquelle les fenêtres et les portes ont été remplacées, la brique réparée et la tour repeinte.